# Almost Seventeen
Almost Seventeen (dt. Fast siebzehn; Eigenschreibweise: almost seventeen) ist das dritte Studioalbum der japanischen Sängerin Crystal Kay. Das Album wurde am 23. Oktober 2002 in Japan veröffentlicht und debütierte in der ersten Woche auf Platz 2 in den Oricon-Charts in Japan.

## Details zum Album
Mit Almost Seventeen gelang der Künstlerin Crystal Kay ihr erster großer Durchbruch, unerwartet schoss das Album auf Platz 2 der Oricon Weekly Charts und verkaufte sich bis zu 350.000-mal in Japan. Am selben Tag veröffentlichte sie auch die Single Girl U Love, welche für das Album werben sollte, diese allerdings erfolglos blieb. Es gab zwei Versionen zum Album, die Erstauflage kam zu einem günstigeren Preis von 2520 ¥ (ungefähr 26 €), die Zweitauflage, welche am 8. Januar 2003 veröffentlicht wurde, kam mit einem Standardpreis von 2940 ¥ (ungefähr 30,50 €), was im Gegensatz zu anderen japanischen Alben doch recht günstig ist, da diese häufig über 3000 ¥ (ungefähr 31 €) angeboten werden.
Das Album an sich hat und behandelt ein Teenager-Thema und der Titel zum Album entstand, da sie fast 17 Jahre alt war. Es ist außerdem bis heute, in Sachen Verkaufszahlen, Kays erfolgreichster Tonträger. Chart-technisch schaffte sie es erst 2007 mit All Yours an die Spitze der Oricon-Charts.
- Katalognummern – Erstauflage: ESCL-2342[1]; Zweitauflage: ESCL-2356[5]

## Titelliste
| #   | Titel                                  | Übersetzung                                   | Länge |
| --- | -------------------------------------- | --------------------------------------------- | ----- |
| 1.  | Hard to Say                            | Schwer zu sagen                               | 4:47  |
| 2.  | Missin’ U Baby                         | Vermiss’ dich Baby                            | 5:13  |
| 3.  | Girl U Love                            | Mädchen, das du liebst                        | 4:23  |
| 4.  | Shooting Stardust                      | Sternenstaub schießen                         | 4:32  |
| 5.  | Boyfriend (What Makes Me Fall in Love) | Fester Freund (was mich zum Verlieben bringt) | 4:12  |
| 6.  | Hide ’n’ Seek                          | Verstecken spielen                            | 3:50  |
| 7.  | You’re My Fate                         | Du bist mein Schicksal                        | 5:08  |
| 8.  | Love of a Lifetime                     | Liebe einer Lebenszeit                        | 3:57  |
| 9.  | Attitude                               | Verhältnis                                    | 3:16  |
| 10. | Move On                                | Beweg dich                                    | 4:11  |
| 11. | A Song for You                         | Ein Lied für dich                             | 4:39  |
| 12. | Think of U                             | Denke an dich                                 | 4:53  |
| 13. | Feel the Same                          | Fühl dasselbe                                 | 4:20  |

## Verkaufszahlen und Chart-Platzierungen

### Charts
| Charts                               | Positionen |
| ------------------------------------ | ---------- |
| Wöchentliche Oricon Album-Charts     | 2          |
| Jährliche Oricon Album-Charts (2002) | 62         |

### Verkäufe
| Charts              | Erste Woche | 2002    | Insgesamt | Charts-Aufenthalt |
| ------------------- | ----------- | ------- | --------- | ----------------- |
| Oricon Album-Charts |             | 213.023 | 354.910   | 59 Wochen         |